# Teloché
Cet article possède un paronyme, voir Téloche.
Teloché est une commune française, située dans le département de la Sarthe en région Pays de la Loire, peuplée de 3 043 habitants.
La commune fait partie de la province historique du Maine, et se situe dans le Haut-Maine (Maine blanc).

## Géographie
La commune est dans le pays belinois, pays du Haut-Maine. Son bourg est à 7 km au nord d'Écommoy et à 15 km au sud du centre du Mans.
Le sol y est propice à de nombreuses cultures dont le chanvre qui, pendant longtemps, fut une manne pour la région.
| Mulsanne                  | Ruaudin | Brette-les-Pins                       |
| Mulsanne, Laigné-en-Belin | Teloché | Brette-les-Pins, Saint-Mars-d'Outillé |
| Laigné-en-Belin           | Écommoy | Saint-Mars-d'Outillé                  |

### Climat
Pour des articles plus généraux, voir Climat des Pays de la Loire et Climat de la Sarthe.
En 2010, le climat de la commune est de type climat océanique dégradé des plaines du Centre et du Nord, selon une étude du CNRS s'appuyant sur une série de données couvrant la période 1971-2000. En 2020, Météo-France publie une typologie des climats de la France métropolitaine dans laquelle la commune est dans une zone de transition entre le climat océanique et le climat océanique altéré et est dans la région climatique  Moyenne vallée de la Loire, caractérisée par une bonne insolation (1 850 h/an) et un été peu pluvieux. 
Pour la période 1971-2000, la température annuelle moyenne est de 11,2 °C, avec une amplitude thermique annuelle de 14,4 °C. Le cumul annuel moyen de précipitations est de 688 mm, avec 11,6 jours de précipitations en janvier et 7,2 jours en juillet. Pour la période 1991-2020, la température moyenne annuelle observée sur la station météorologique de Météo-France la plus proche, sur la commune du Mans à 14 km à vol d'oiseau, est de 12,4 °C et le cumul annuel moyen de précipitations est de 693,4 mm,. Pour l'avenir, les paramètres climatiques de la commune estimés pour 2050 selon différents scénarios d'émission de gaz à effet de serre sont consultables sur un site dédié publié par Météo-France en novembre 2022.

## Urbanisme

### Typologie
Au 1er janvier 2024, Teloché est catégorisée bourg rural, selon la nouvelle grille communale de densité à sept niveaux définie par l'Insee en 2022.
Elle appartient à l'unité urbaine du Mans, une agglomération intra-départementale regroupant 19  communes, dont elle est une commune de la banlieue,,. Par ailleurs la commune fait partie de l'aire d'attraction du Mans, dont elle est une commune de la couronne,. Cette aire, qui regroupe 144 communes, est catégorisée dans les aires de 200 000 à moins de 700 000 habitants,.

### Occupation des sols
L'occupation des sols de la commune, telle qu'elle ressort de la base de données européenne d’occupation biophysique des sols Corine Land Cover (CLC), est marquée par l'importance des territoires agricoles (89,6 % en 2018), en diminution par rapport à 1990 (91,6 %). La répartition détaillée en 2018 est la suivante : 
terres arables (38,2 %), prairies (27,2 %), zones agricoles hétérogènes (24,2 %), zones urbanisées (4,3 %), forêts (3,5 %), milieux à végétation arbustive et/ou herbacée (2,5 %). L'évolution de l’occupation des sols de la commune et de ses infrastructures peut être observée sur les différentes représentations cartographiques du territoire : la carte de Cassini (XVIIIe siècle), la carte d'état-major (1820-1866) et les cartes ou photos aériennes de l'IGN pour la période actuelle (1950 à aujourd'hui).

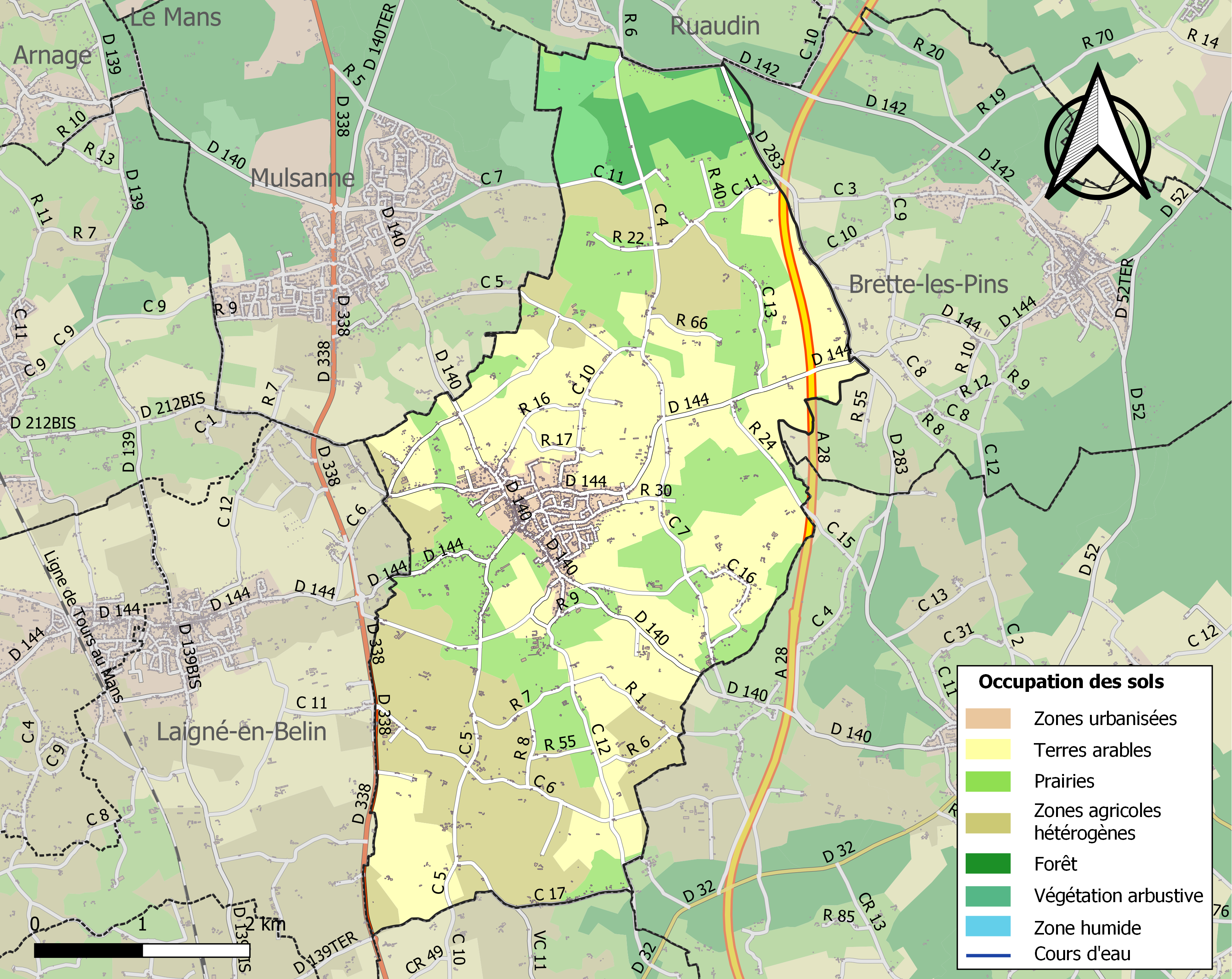
Carte des infrastructures et de l'occupation des sols de la commune en 2018 (CLC).

## Toponymie
Selon Albert Dauzat et Charles Rostaing, le toponyme est attesté sous la forme Talipiacus pour l'an 832 et ils en attribuent l'origine à l'anthroponyme gaulois Taluppius. Le nom deviendra Thelochium (XVIe siècle)[réf. nécessaire], puis Theloché (XVIIIe siècle), avant que ne se fige son orthographe actuelle.
Le gentilé est Télochéen.

## Histoire
Les origines du bourg de Teloché remontent à l'époque gallo-romaine[réf. nécessaire].
La commune de Teloché produisait du chanvre. Il est encore possible d'y observer de nombreux fours à chanvre. La production du chanvre a périclité après la guerre avec l'apparition des matières synthétiques, pour connaître un renouveau depuis peu, notamment en raison de ses qualités isolantes.
Le casque évoque les origines celtiques de Téloché, les autres éléments étant un rappel des deux principales seigneuries sises, jadis, sur le ban de la commune : l’étoile d’argent sur fond d’azur est empruntée aux armoiries du Rancher, et le lion se retrouve sur celles du Posset.

## Politique et administration
| Période                                  | Période                | Identité          | Étiquette | Qualité                                                        |
| ---------------------------------------- | ---------------------- | ----------------- | --------- | -------------------------------------------------------------- |
| 1836                                     | 1849                   | René Dubois       |           |                                                                |
| 1849                                     | 1861                   | Louis Berger      |           |                                                                |
| 1861                                     | 1884                   | François Berger   |           |                                                                |
| 1884                                     | 1903                   | Louis Dronne      |           |                                                                |
| Les données manquantes sont à compléter. |                        |                   |           |                                                                |
|                                          | mai 1925               | Stanislas Bégland | Rad.      | Négociant en grains Conseiller général d'Écommoy (1923 → 1937) |
| mai 1925                                 | mai 1935               | Jude Robin        |           | Agent commercial                                               |
| mai 1935                                 | mars 1936 (décès)      | Henri Narrais     |           |                                                                |
| Les données manquantes sont à compléter. |                        |                   |           |                                                                |
| 1944                                     | mai 1953               | M. Hardouin       |           |                                                                |
| mai 1953                                 | mars 1965              | Louis Joncheray   |           |                                                                |
| mars 1965                                | mars 1977              | Léon Fouqueray    |           |                                                                |
| mars 1977                                | juin 1995              | Gabriel Foin      |           | Exploitant agricole retraité                                   |
| juin 1995                                | avril 2002 (démission) | Georges Simon     |           | Instituteur et directeur d'école                               |
| juin 2002                                | mars 2008              | France Ménager    |           | Inspectrice de la DDASS                                        |
| mars 2008                                | juin 2011 (démission)  | Roger Houdus      | SE        | Cadre EDF retraité                                             |
| juin 2011                                | mars 2014              | Françoise Gaignon | SE        | Secrétaire comptable                                           |
| mars 2014                                | en cours               | Gérard Lambert    | DVG       | Retraité Réélu pour le mandat 2020-2026                        |
| Les données manquantes sont à compléter. |                        |                   |           |                                                                |

Le conseil municipal est composé de vingt-trois membres dont le maire et six adjoints.

## Démographie
L'évolution du nombre d'habitants est connue à travers les recensements de la population effectués dans la commune depuis 1793. Pour les communes de moins de 10 000 habitants, une enquête de recensement portant sur toute la population est réalisée tous les cinq ans, les populations de référence des années intermédiaires étant quant à elles estimées par interpolation ou extrapolation. Pour la commune, le premier recensement exhaustif entrant dans le cadre du nouveau dispositif a été réalisé en 2005.
En 2022, la commune comptait 3 043 habitants, en évolution de +0,73 % par rapport à 2016 (Sarthe : −0,25 %, France hors Mayotte : +2,11 %).
| 1793  | 1800  | 1806  | 1821  | 1831  | 1836  | 1841  | 1846  | 1851  |
| ----- | ----- | ----- | ----- | ----- | ----- | ----- | ----- | ----- |
| 1 238 | 1 301 | 1 260 | 1 419 | 1 522 | 1 564 | 1 523 | 1 539 | 1 560 |

| 1856  | 1861  | 1866  | 1872  | 1876  | 1881  | 1886  | 1891  | 1896  |
| ----- | ----- | ----- | ----- | ----- | ----- | ----- | ----- | ----- |
| 1 506 | 1 521 | 1 575 | 1 567 | 1 669 | 1 603 | 1 616 | 1 723 | 1 767 |

| 1901  | 1906  | 1911  | 1921  | 1926  | 1931  | 1936  | 1946  | 1954  |
| ----- | ----- | ----- | ----- | ----- | ----- | ----- | ----- | ----- |
| 1 784 | 1 696 | 1 668 | 1 545 | 1 600 | 1 629 | 1 686 | 1 664 | 1 703 |

| 1962  | 1968  | 1975  | 1982  | 1990  | 1999  | 2005  | 2006  | 2010  |
| ----- | ----- | ----- | ----- | ----- | ----- | ----- | ----- | ----- |
| 1 744 | 1 793 | 2 043 | 2 355 | 2 521 | 2 654 | 2 990 | 3 039 | 3 016 |

| 2015  | 2020  | 2022  | - | - | - | - | - | - |
| ----- | ----- | ----- | - | - | - | - | - | - |
| 3 010 | 3 056 | 3 043 | - | - | - | - | - | - |

## Culture locale et patrimoine

### Lieux et monuments
- Église Saint-Pierre-et-Saint-Paul, du XIIIe siècle, de style gothique primitif. Elle renferme une statue de La Vierge à l'Enfant en terre cuite du XVIe siècle, classée monument historique au titre d'objet en 1903[32].
- Chapelle pastorale Notre-Dame-de-l'Épine, des XVe et XVIIe siècles, longtemps devenue lieu de pèlerinage, érigée selon la légende, sur le lieu même où la Vierge Marie fit une apparition, au-dessus d'un buisson d'aubépine, et prédit la fin de la guerre et de l'épidémie de peste qui ravageaient la région. L'édifice présente des peintures murales datant du XVe siècle, classée monuments historiques au titre d'objets en 1985[33].
- Domaine du Rancher, des Xe, XIIIe, XVIIe et XIXe siècles. La seigneurie qui existe déjà au temps des croisades est transmise en 1874 à la congrégation des Frères des Écoles chrétiennes qui réalise d’importants travaux et érige un noviciat ainsi qu'un juvénat où, pendant près d’un siècle, furent instruits et formés de nombreux religieux. En 1888, la congrégation construisit une nouvelle chapelle, de style néo-gothique, coiffée d’un clocheton, pour remplacer l’ancienne chapelle Saint-Germain devenue trop petite. En 1914, et pour toute la durée du conflit, les frères mirent à disposition des autorités une partie des locaux afin d’établir un hôpital pour accueillir les blessés et les convalescents. Le Rancher a été une maison de retraite pour religieux jusqu'en 2011. Depuis 1973, il sert de locaux au collège "Saint-Joseph Le Rancher", renommé en 2012 "Saint Jean-Baptiste de Lassalle"[34].
- Fours à chanvre. Généralement de forme arrondie, il en existe de rares exceptions de forme parallélépipédique. Celui qui est présenté sur la photo ci-dessous est double (deux fours accolés).

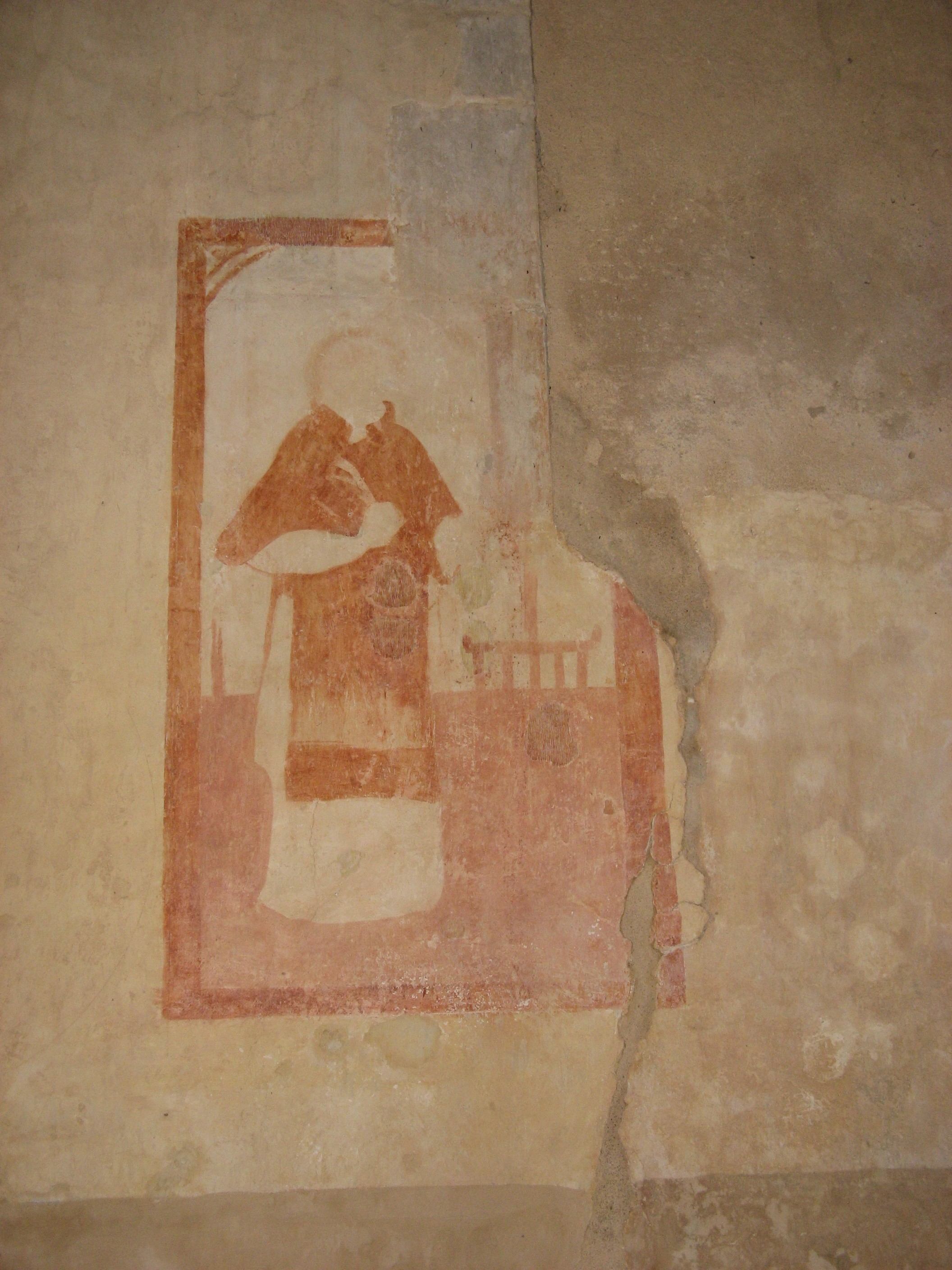
Une peinture murale : saint Laurent.
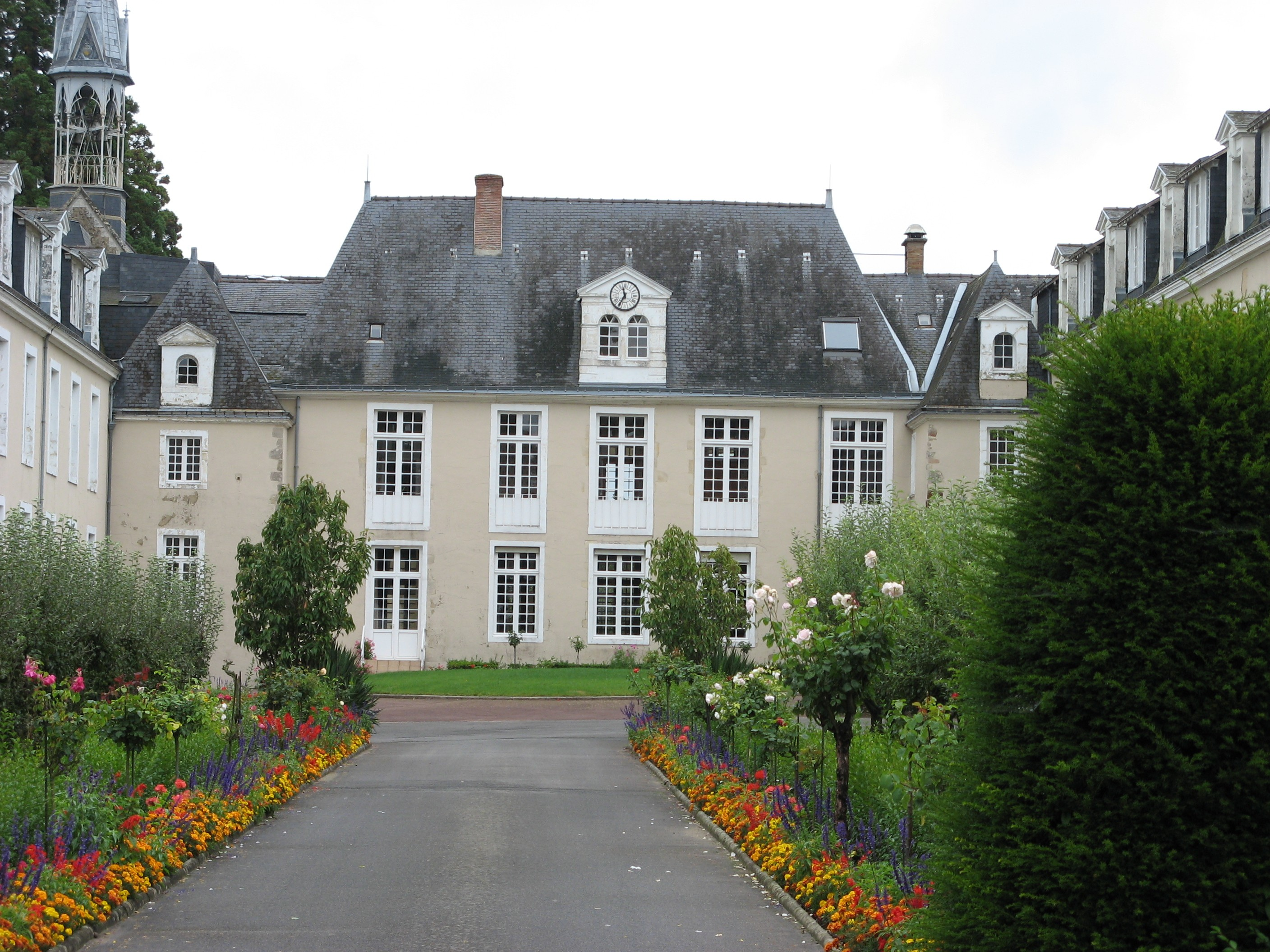
Le château du Rancher.
Blason de l'ancienne seigneurie du Rancher.
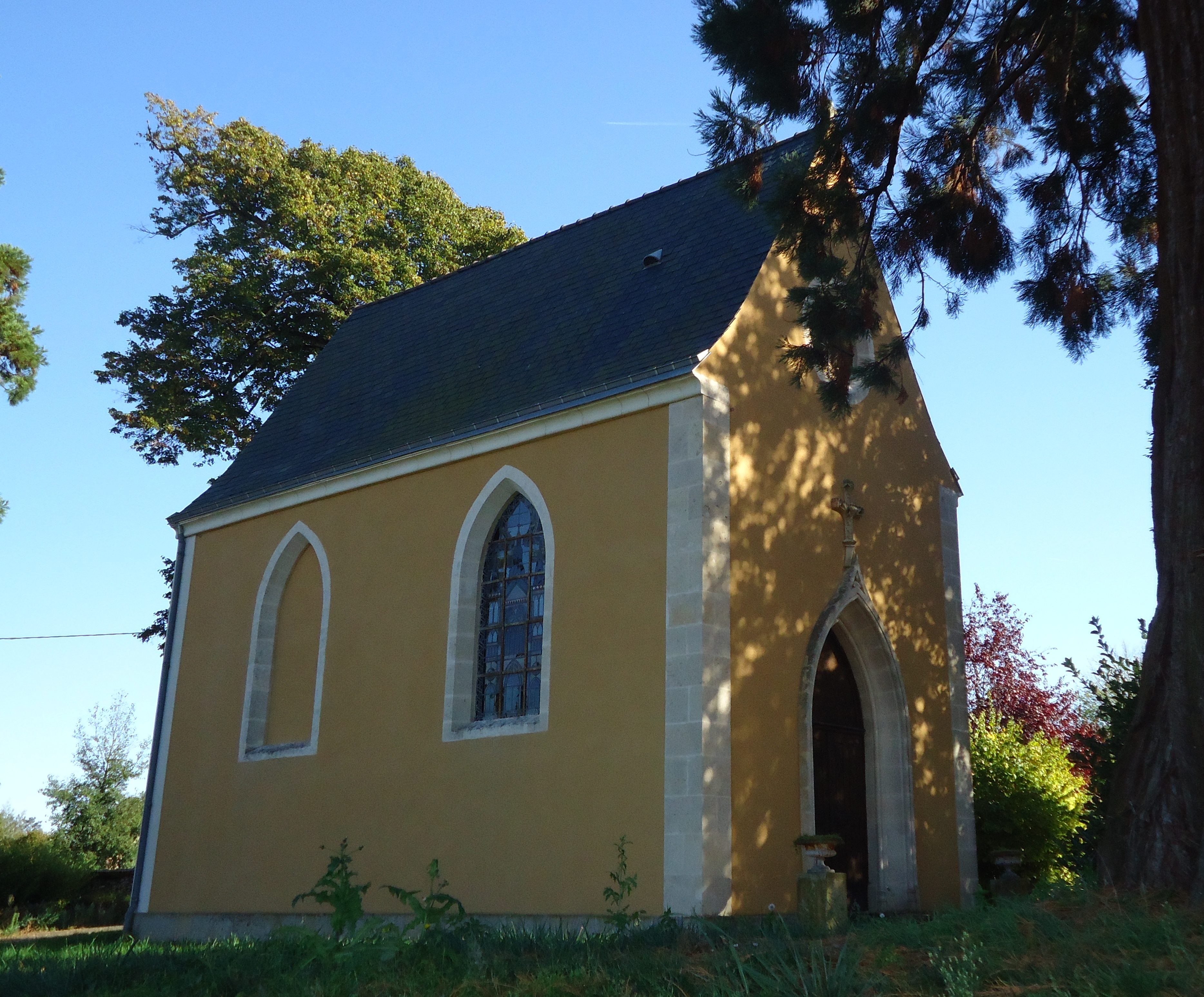
La chapelle Saint-Germain.
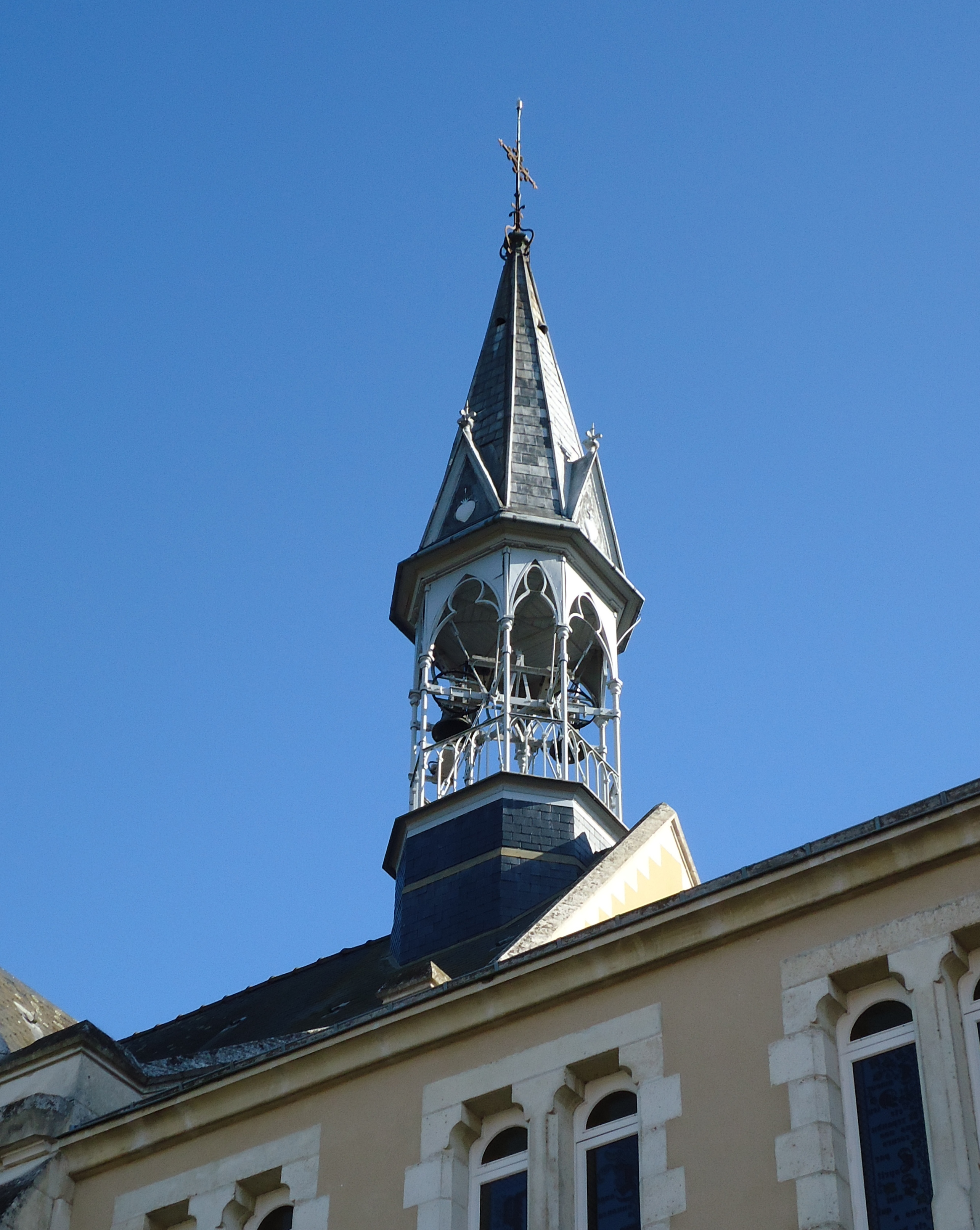
Le clocheton de la nouvelle chapelle.
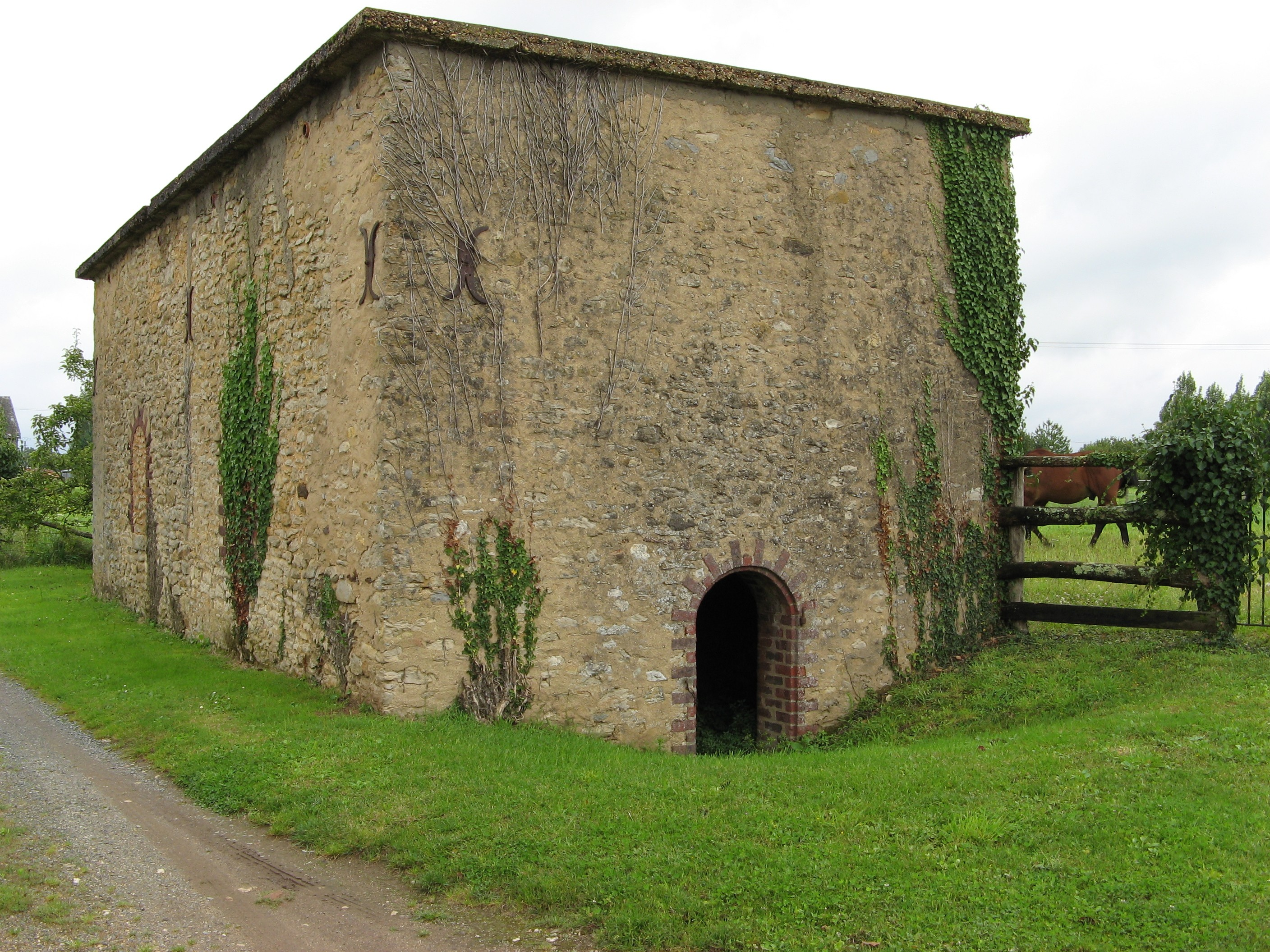
Un four à chanvre parallélépipédique.
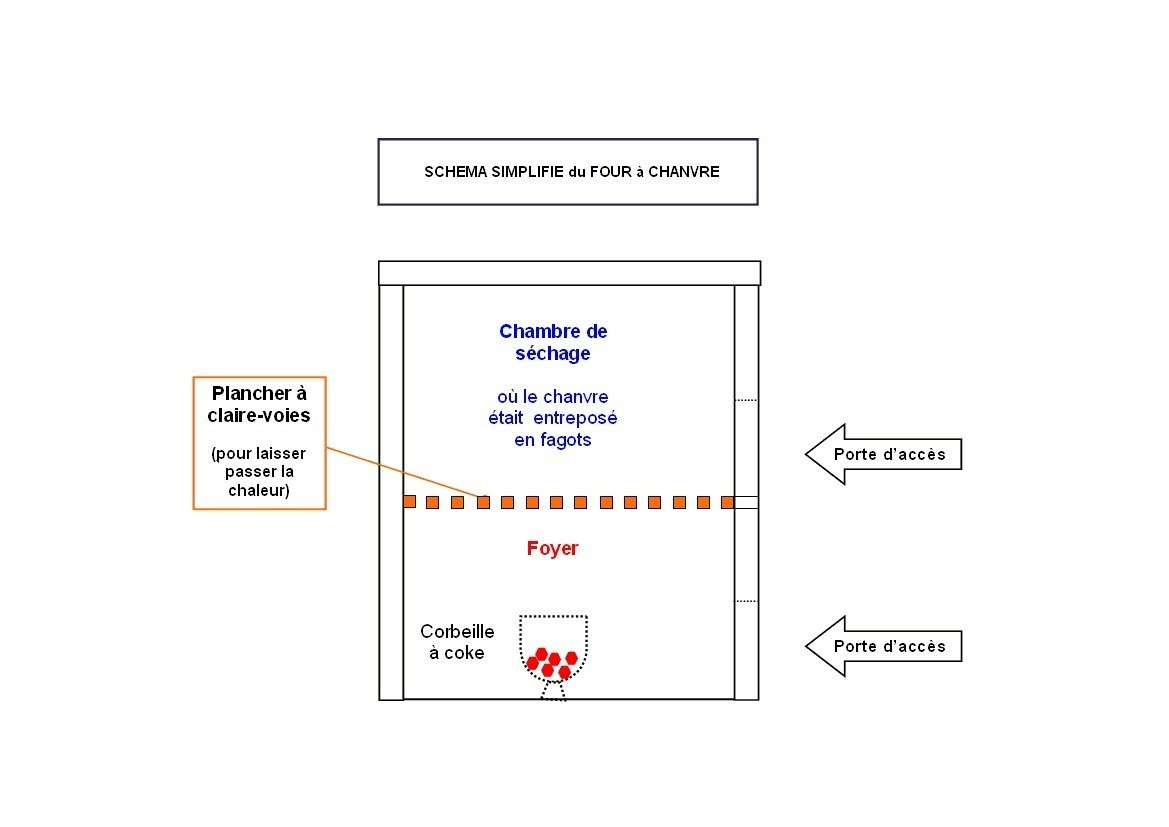
Le schéma du four à chanvre.

### Activité, label et manifestations

#### Label
La commune est une ville fleurie (trois fleurs) au concours des villes et villages fleuris. La commune a participé, lundi 18 novembre, à la remise des diplômes villes et villages fleuris, attribué par la région Pays de la Loire, au palais des congrès de La Baule (Loire-Atlantique). Elle y a reçu le diplôme 3 fleurs.
Début juillet, un jury composé d’élus et de professionnels de bureau d’études de fleurissement de ville a visité la commune, guidé par les agents des services. À chaque site digne d’intérêt, le jury était accueilli par un salarié ou agent des services techniques. Le jardin de la bibliothèque, l’écopaturage, le parcours de découverte, la rue du 8-Mai et ses pieds de murs fleuris… (Article du Ouest-France Publié le 28/11/2019 à 05h53)

### Sports
L'Association sportive Mulsanne-Teloché (ASMT) est un club de football issu du rapprochement du club de Mulsanne (commune limitrophe) et de celui de Teloché. Le club de Mulsanne étant en difficulté financière, il eut pour seule chance de salut de fusionner avec celui de Teloché. Cela a permis au club de se développer. L'équipe seniors A put se placer dans les cinq premières places de DSR (Division supérieure régionale) en mars 2008. En 2012-2013, le club fait évoluer deux équipes de football en ligue du Maine et une troisième équipe en division de district.

### Personnalités liées à la commune
Louis-Élisabeth de La Vergne de Tressan, romancier du XVIIIe siècle connu pour ses adaptations de romans de chevalerie du Moyen Âge, propriétaire du château du Rancher.

### Héraldique
| Blason de Téloché | Tiercé ; en bande : au premier d'azur à l'étoile d'argent, au deuxième d'or au casque gaulois de sinople, au troisième de gueules au lion léopardé d'or posé en bande. |